# Billbergia rosea
Billbergia rosea är en gräsväxtart som beskrevs av Johann Georg Beer. Billbergia rosea ingår i släktet Billbergia och familjen Bromeliaceae. Inga underarter finns listade i Catalogue of Life.

## Bildgalleri

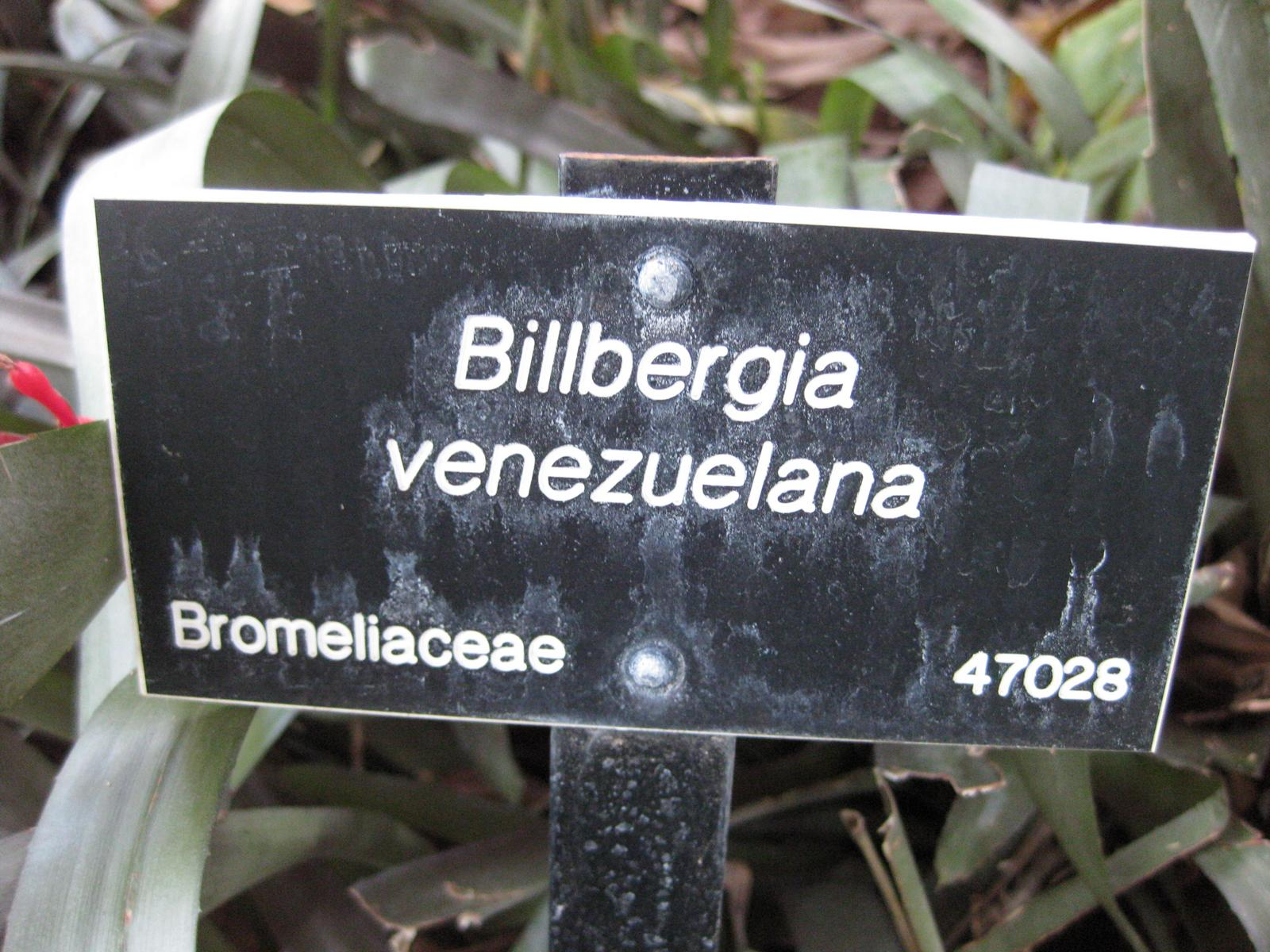